# Kurt Trautwein (Mikrobiologe)
Kurt Trautwein (* 18. Januar 1881 in Schleißheim; † 28. Oktober 1958 in München) war ein deutscher Mikrobiologe.

## Leben
Trautwein, der an der TU München lehrte, wurde im nationalsozialistischen Deutschen Reich aus rassistischen Gründen vom Dienst suspendiert. 1946 kehrte er als Ordinarius der Fakultät für Brauwesen in Weihenstephan wieder in seinen Beruf zurück.
1958 beteiligte er sich zusammen mit Renate Riemeck und 42 anderen Hochschullehrern an der Kampagne gegen den Atomtod.
Trautwein war mit der Malerin Marie Edith Cohen verheiratet. Seine Tochter Johanna heiratete den Schriftsteller Hermann Lenz, in dessen autobiographischen Romanen sie als Treutlein Hanni erscheint. Auch Kurt Trautwein selbst wird in diesen Werken öfter erwähnt.
Ein Foto aus dem Jahr 1912, das heute im Besitz des Deutschen Museums München ist, zeigt ihn auf einer Studienreise zusammen mit Walther von Dyck und anderen Wissenschaftlern an Bord des Dampfers Amerika.

## Schriften (Auswahl)
- 1924: Über Fortschritte auf dem Gebiete der Hefeforschung.
- 1941: Lungenschüsse und deren Heilerfolge in besonderer Hinsicht auf die konservative Behandlungsweise.
- 1947: Grundlagen der Botanik.